# Hordaland
Hordaland a fost o provincie (fylke) din Norvegia. Aici locuiau 524.495 de persoane pe 15.436 km² (situația la 1 ianuarie 2019). Capitala Hordalandului a fost Bergen.
La 1 ianuarie 2020, Hordaland a fuzionat cu Sogn og Fjordane (excluzând municipalitatea Hornindal) pentru a forma noul fylke Vestland. Baza fuziunii a fost o rezoluție a Stortingului parlamentului norvegian, din 8 iunie 2017, care prevedea o reducere la unsprezece fylke, ca parte a unei reforme regionale.
În Hordaland, Hardangerfjord este unul dintre cele mai lungi și mai adânci fiorduri de pe coasta norvegiană. 
| Comune în Hordaland | |
| | |
| 1. Askøy 2. Austevoll 3. Austrheim 4. Bergen 5. Bømlo 6. Eidfjord 7. Etne 8. Fedje 9. Fitjar 10. Fjell 11. Fusa 12. Granvin 13. Jondal 14. Kvam 15. Kvinnherad 16. Lindås 17. Masfjorden | 1. Meland 2. Modalen 3. Odda 4. Os 5. Osterøy 6. Øygarden 7. Radøy 8. Samnanger 9. Stord 10. Sund 11. Sveio 12. Tysnes 13. Ullensvang 14. Ulvik 15. Vaksdal 16. Voss |